# Udstillingsstedet 1%
Udstillingsstedet 1% lå i Vendersgade i indre København, og gennemførte mellem 1997-2001 en række udstillinger, seminarer og koncerter med danske og internationale samtidskunstnere. Udstillingerne var med bl.a. Pierre Huyghe (F), Henrik Håkansson (S), Navin Rawanchikul, Rirkrit Tiravanija (Thai), Superflex (DK), Carsten Nicolai (D), Bigert og Bergström & Carl Michael von Hausswolff (S).
Sideløbende med udstillingerne blev Kunstmagasinet 1% udgivet med temaer i samtidskunsten, der relaterede til den aktuelle udstilling.
Udstillingsstedet 1% blev drevet med støtte fra bl.a. Københavns Kommune og Kulturministeriets Udviklingsfond og blev ledet af Jesper N. Jørgensen og Michael Thouber, der i samarbejde også kuraterede udstillinger til UKS Biennalen, Stockholm Art Fair, KulturBro 2001, Images of Asia, Cities on the Move Bangkok, m.fl.

## Udstillinger i Udstillingsstedet 1%
2000
Finish Photography. Renwall Brothers / Heli Rekula (Finland) / Joukko Lethola / OLO (Finland)
Jimmy Young – the movie. Joachim Hamou (Sweden)
Bigert & Bergström & Carl Michael von Hausswolff. I samarbejde med Norrtälje Konsthall.
1999
Cities on the Move. Rirkrit Tiravanija & Navin Rawanchaikul (Thai). I samarbejde med Louisiana museum for moderne kunst.
Leisure Time Trial. Part 1: clues. Pierre Huyghe (F). I samarbejde med Århus Kunstmuseum.
Superchannel. Superflex (DK). Præmieret af Statens Kunstfond.
Evol Garden. Henrik Håkansson (S)
1998
Non-Stop. Magnus Wallin (S)
Volksboutique Fashion Show Template. Christine Hill (USA). I samarbejde med Københavns Universitet og Det Kgl. Danske Kunstakademi.
First Song of Seven. Annika Strøm (S)
Generated Memory. Henrik Capetillo (DK)
Playground. Mads Gamdrup (DK). Købt af Statens Kunstfond.

 

## Andre projekter
2001
Public Educational Tours – Annika Lundgren. UKS Biennalen, Bergen. 

Et offentligt kunstprojekt, der førte publikum rundt i Bergen på en guided bustur med en fortælling, der blandede virkelige locations med en fiktiv fortælling.
The Future is Now! Louisiana Museum for moderne kunst, Humlebæk. 

Videoarkiv med 40 deltagende videokunstnere fra de nordiske lande. Udstillingen blev præsenteret i den finske arkitekt Matti Saarinens Futuro UFO-hus, i Louisianas have som finissage for museets Millenium-udstilling.
Hz – Carsten Nicolai. Kunsthallen i Ystad 

En omfattende skultpurel lydinstallation af den tyske kunstner Carsten Nicolai blev produceret og vist i forbindelse med Kulturbro 2001.
2000
TAXA Copenhagen. DCCD – Images of Asia 

Udstillingen blev afviklet i en række københavnske taxaer forbindelse med DCCD – Images of Asia. Deltagende kunstnere var Oladele Ajiboye Bamgboye (Nigeria/UK), Jens Haaning (DK), Koo Jeong-A (Korea), Olaf Nicolai (D), Ben Sadler (UK), Andrea Zittel (USA).
The Future is Now! Stockholm Art Fair. 

Videoarkiv med 40 deltagende videokunstnere fra de nordiske lande.
Moving Wall #1 – Jeppe Hein. Stockholm Art Fair. 

Solo præsentation af Jeppe Heins første interaktive kunstværk.
Jimmy Young – the Movie. Joachim Hamou 

Udstilling på Stockholm Art Fair, Lydmar Hotel og IASPIS i Stockholm samt koncert og afslutningsscene blev arrangeret under Stockholm Art Fair.
1999
TAXA Bangkok i samarbejde med Navin Gallery Bangkok. 

En udstilling tilrettelagt i en taxa i Bangkok med følgende kunstnere: Henrik Capetillo (DK), Mads Gamdrup (DK), Christine Hill (USA), Jeppe Hein (DK), Pierre Huyghe (F), Søren Lose (DK), Carsten Nicolai (D), Navin Rawanchaikul (Thai), Superflex (DK), Annika Strøm (S), Rirkrit Tiravanija (Thai) og Magnus Wallin (S)
Ornitologiske Eksempler – Lars T. Mikkelsen. Stockholm Art Fair. 

En kæmpemæssig installation præsenteret som et labyrintisk ornitologisk museum på kunstmessen i Stockholm. Installationen blev inden vist på Vestsjællands Kunstmuseum.
|  | Denne artikel kan blive bedre, hvis der indsættes geografiske koordinater Denne artikel omhandler et emne, som har en geografisk lokation. Du kan hjælpe ved at indsætte koordinater i wikidata. |